# Ivan Čermak
Ivan Čermak  (n. 19 decembrie 1949, Zagreb, Republica Socialistă Croația, RSF Iugoslavia)  este un general croat. Între 2008 și 2012, împreună cu Mladen Markač și Ante Gotovina, a fost acuzat de Tribunalul Penal Internațional pentru fosta Iugoslavie pentru presupusa implicare în crime legate de operațiunea Storm lansată de  armata croată în timpul Războiului de Independență al Croației.  Čermak a fost achitat complet, dar condamnările lui Gotovina și Markač au fost ulterior anulate printr-o cerere de apel la TPII.